# Минц, Климентий Борисович
Климе́нтий Бори́сович Минц (21 января 1908, Екатеринбург — 22 декабря 1995, Москва) — советский кинорежиссёр и сценарист. Член Союза писателей СССР и Союза кинематографистов СССР. Заслуженный деятель искусств РСФСР (1989).

## Биография
Родился в Екатеринбурге. В 1925 году окончил студию массовых зрелищ и торжеств в Ленинграде, в 1930 — кинофакультет Ленинградского института истории искусств. В 1926—1927 годах руководил мастерской по подготовке актеров кино и театра, работал в театре уличных комедиантов «Балаган» режиссёром и клоуном. В 1928 году был одним из организаторов «Фабрики советского сценария» в Ленинграде, в том же году дебютировал как кинорежиссёр.
Вместе с Александром Разумовским входил в кинематографическую секцию ОБЭРИУ; на вечере «Три левых часа» был показан их совместный монтажный фильм «Мясорубка». Впоследствии стал заниматься только драматургией кино. Автор публикаций, посвящённых комедии.
Совместно с В. Крепсом был автором сценариев одной из самых популярных детских радиопередач — «Клуб знаменитых капитанов», выходившей в эфир с декабря 1945 года до начала 1980-х годов.
Член КПСС с 1950 года.
Также в соавторстве с В. Крепсом написал несколько книг для детей, в том числе по мотивам радиопередачи «Клуб знаменитых капитанов».

## Фильмография

### Режиссёрские работы
- 1929 — Ваши глаза
- 1941 — Приключения Корзинкиной
- 1942 — Швейк готовится к бою
- 1966 — 12 могил Ходжи Насреддина

### Сценарные работы
- 1929 — Ваши глаза
- 1935 — У самого синего моря
- 1941 — Приключения Корзинкиной
- 1942 — Швейк готовится к бою
- 1950 — Кто первый?
- 1954 — Укротительница тигров
- 1955 — В один прекрасный день
- 1956 — Медовый месяц
- 1956 — Песня табунщика
- 1958 — Матрос с «Кометы»
- 1958 — Шофёр поневоле
- 1959 — Её фантазия
- 1959 — Похитители красок
- 1962 — Зелёный змий
- 1963 — Акционеры
- 1965 — Спящий лев
- 1966 — 12 могил Ходжи Насреддина (в соавторстве с Т. Зульфикаровым и Н. Исламовым)
- 1970 — Бушует «Маргарита»
- 1976 — Марк Твен против

## Книги
(все — в соавторстве с В. Крепсом)
- «По следам затонувшей шхуны»
- «Тайна покинутого корабля»
- «Сокровища капитана Ермакова» — 1964
- «На волне знаменитых капитанов» — 1974
- «Клуб знаменитых капитанов» — 1977
- «Путешествие становится опасным» — 1989

## Награды и звания
- Заслуженный деятель искусств РСФСР (12 января 1989 года) — за заслуги в области советского искусства[2]

## Семья
- Жена — Антонина Ивановна Минц (1912—2010).
  - Дочь — Людмила Климентьевна Мусхелишвили (1935—2009), была замужем за писателем Т. К. Зульфикаровым (автором сценария картины её отца «12 могил Ходжи Насреддина»).
    - Внучка — Василиса Тимуровна Зульфикарова (род. 1967).

С 1967 года К. Б. Минц жил с семьёй в домах ЖСК «Советский писатель»: Красноармейская улица, д. 29 (до 1969: 2-я Аэропортовская ул., д. 18), затем в д. 21.